# Conche
Een conche is een mengmachine voor de bereiding van chocolade die cacaoboter gelijkmatig verdeelt in de chocolade. De machine polijst daarbij ook meteen de deeltjes in het mengsel en verbetert de smaakontwikkeling. Door de bestanddelen langdurig te mengen, soms wel gedurende 78 uur, wordt er een milde en rijke smaak geschapen.
De naam conche komt van de vorm van de vaten die er vroeger voor werden gebruikt en veel weg hadden van de schelpen van de roze vleugelhoorn (Engels conch, Frans conque)
Het principe van de conche is in 1879 door Rodolphe Lindt ontdekt, nadat hij zijn mengapparaat 's avonds had vergeten uit te zetten en het mengproces de gehele nacht door was gegaan. Chocolade was voordien in harde vorm korrelig en niet erg geliefd en werd vooral vloeibaar verbruikt. Dit laatste veranderde na de ontdekking volledig.